# Северни Ували
Северни Ува̀ли (на руски: Северные Увалы) е вълнисто, на места заблатено възвишение в източната част на Източноевропейската равнина, простиращо се на територията на Вологодска (югоизточната част), Костромска (северната част) и Кировска област (северната част), Република Коми (южната част) и Пермски край (северозападната част) в Русия. Простира се почти по паралела от изворите на река Кострома (ляв приток на Волга) на запад до горните течения на реките Кама (ляв приток на Волга) и Вичегда (десен приток на Северна Двина) на изток на протежение от 600 km. Максимална височина връх Исакова гора 293 m (59°50′08″ с. ш. 44°36′18″ и. д. / 59.835556° с. ш. 44.605° и. д.), разположен в крайната му западна част, в близост до село Исаково, Вологодска област. На югозапад се свързва с Галичкото възвишение. Възвишението е изградено от ледникови и флувиоглацални наслаги, а по най-високите части се откриват основополагащите скали. То е вододел между басейните на реките Волга и Северна Двина. На юг от него текат реки принадлежащи към водосборния басейн на Волга: Кострома, Унжа и Ветлуга (леви притоци на Волга); Летка и Кобра (десни притоци на Вятка); Весляна и Южна Келтма (леви притоци на Кама). На север текат реки от водосборния басейн на Северна Двина: Юг (дясна съставяща на Северна Двина) с притока си Луза; Сисола, Локчим, Северна Келтма и Нем (леви притоци на Вичегда). Целите възвишения са обрасли предимно с иглолистни гори и са силно заблатени.

## Национален Атлас на Русия
- Североизточна част на Европейска Русия[2]